# Phát triển phần mềm
Phát triển phần mềm là việc chuyển nhu cầu của người dùng hoặc mục tiêu tiếp thị thành một sản phẩm phần mềm. Phát triển phần mềm đôi khi được hiểu là sự bao gồm các quá trình của kỹ nghệ phần mềm cộng với sự nghiên cứu và các mục tiêu tiếp thị phần mềm để phát triển những sản phẩm phần mềm máy tính. Nó tương phản với tiếp thị phần mềm, vì nó có thể có hoặc không liên quan tới phát triển sản phẩm mới.
Thường thì khó để phân định được giữa kỹ thuật và tiếp thị, cái nào đóng vai trò quan trọng hơn trong việc thành bại của một sản phẩm phần mềm bằng cách đánh giá sự thỏa mãn mong đợi của người dùng. Đó là lý do tại sao việc hiểu rằng cả hai quá trình và/hoặc sự hợp tác hiệu quả giữa cả kỹ thuật và tiếp thị trong toàn bộ quá trình phát triển phần mềm, là rất quan trọng. Sự quan tâm về mặt kỹ thuật lẫn tiếp thị thường được xem xét một cách cân bằng bởi giám đốc dự án.
Vấn đề tiếp thị còn được gọi là phân tích yêu cầu phần mềm. Vì phát triển phần mềm có thể bao gồm việc thỏa hiệp hay vượt ra ngoài yêu cầu của người dùng cuối, nên một dự án phát triển phần mềm phải thực hiện những công việc thường không dính dáng đến kỹ thuật như nghiên cứu thị trường, nguồn nhân lực, quản lý rủi ro, sở hữu trí tuệ, ngân quỹ, quản lý khủng hoảng, v.v... Những công việc này sẽ đóng vai trò là sự phát triển kinh doanh đi kèm với phát triển phần mềm.
Trong cuốn sách "Những tranh cãi phần mềm vĩ đại", Alan M. Davis đã nói trong chương "Requirements" (các yêu cầu), phần "The Missing Piece of Software Development" (Những mảnh còn thiếu của Phát triển phần mềm):
| “ | Những sinh viên kỹ thuật chỉ học về kỹ thuật và hiếm khi được rờ tới những thứ như tài chính hay tiếp thị. Sinh viên ngành tiếp thị thì chỉ học về tiếp thị mà hiếm khi rớ tới tài chính hay kỹ thuật. Phần lớn trong chúng ta chỉ là những chuyên gia trong chỉ một lĩnh vực. Để làm rắc rối thêm vấn đề, một vài người chúng ta tìm kiếm những người đa ngành trong lực lượng lao động, cực kỳ khó kiếm. Còn nữa, việc lên kế hoạch cho sản phẩm phần mềm là tối quan trọng sự thành công của sự phát triển và một đòi hỏi vô điều kiện về kiến thức thuộc nhiều ngành khác nhau. | ” |